# Elodes koelleri
Elodes koelleri es una especie de coleóptero de la familia Scirtidae.

## Distribución geográfica
Habita en Alemania.